# Tagcotepec, Zautla
Tagcotepec är en ort i Mexiko.   Den ligger i kommunen Zautla och delstaten Puebla, i den sydöstra delen av landet, 160 km öster om huvudstaden Mexico City. Tagcotepec ligger 2 391 meter över havet och antalet invånare är 454.
Terrängen runt Tagcotepec är kuperad. Runt Tagcotepec är det ganska tätbefolkat, med 72 invånare per kvadratkilometer. Närmaste större samhälle är Zaragoza, 9,1 km öster om Tagcotepec. Trakten runt Tagcotepec består till största delen av jordbruksmark.